# ジョン・ヘンリー・コーツ
ジョン・ヘンリー・コーツ (John Henry Coates, 1945年1月26日 - 2022年5月9日) は、オーストラリア出身の数学者。ケンブリッジ大学エマニュエル・カレッジ教授。専門は数論、数論幾何学、岩澤理論。
オーストラリア国立大学を卒業後はフランスのエコール・ノルマル・シュペリウールに留学。フランス留学を終えた後にイギリスのケンブリッジ大学でアラン・ベイカーのもとで博士号を取得。その後ハーバード大学、スタンフォード大学、オーストラリア国立大学等を経て現職。

## 業績
ベイカーとともに代数的K-理論における貢献。楕円曲線のヴェイユ予想の特別な場合を解決した。アンドリュー・ワイルズとともに岩澤理論をバーチ・スウィナートン=ダイヤー予想に応用し、虚数乗法を持つ楕円曲線について非常に大きな貢献をした。岩澤理論とp-進 L関数との関係や、p-進 リー群の岩澤理論、岩澤理論のモチーフや変形理論、岩澤理論のデデキント ゼータ関数への応用、加藤和也とともに非可換岩澤理論の構築などなど数論 (特に岩澤理論) への貢献は非常に大きい。
岩澤理論と名づけたのはコーツ。フェルマーの最終定理を証明したアンドリュー・ワイルズはコーツの弟子である。

## 略歴
- 1945年 - オーストラリアのニューサウスウェールズに生まれる。
- 1969年 - ケンブリッジ大学で博士号を取得。ハーバード大学助教授に就任。
- 1972年 - スタンフォード大学準教授に就任。
- 1975年 - ケンブリッジ大学フェローに就任。
- 1977年 - オーストラリア国立大学教授に就任。
- 1978年 - パリ南大学 (パリ第IX大学) 教授に就任。
- 1985年 - エコール・ノルマル・シュペリウール教授に就任。王立協会フェローに選出。
- 1986年 - ケンブリッジ大学教授に就任。
- 1997年 - ロンドン数学会よりシニア・ホワイトヘッド賞を受賞。